# Ходоунский, Карел
Карел Ходоунский (чеш. Karel Chodounský; 18 апреля 1843, близ Мюнхенгрец Австрийская империя (ныне района Млада-Болеслав Среднечешского края Чехии) — 12 апреля 1931, Прага) — чешский врач, редактор, педагог, профессор (с 1902), доктор наук.
Основатель чешской научно-экспериментальной фармакологии, организатор общественной жизни чешских врачей.

## Биография
С 1868 года ученик и сотрудник Яна Эвангелиста Пуркинье в пражском Физиологическом институте.
Затем занимался частной медицинской практикой.
С конца 1860-х годов публиковался в «Журнале чешских врачей» (Časopise českých lékařů). Позже стал его соредактором. Под его руководством, журнал приобрел высокий научный уровень и популярность в медицинских кругах страны.
Осуществил ряд медицинских экспериментов. Прославился исследованиями влияния холода на организм человека, в ходе которых стремился доказать, что заболевания не являются результатом холода. Экспериментировал на себе — в течение трёх лет находясь в условиях, которые в соответствии с тогдашним мнением, должны были вызвать простуду и заболевание.
Отстаивал позицию, что пациент должен быть проинформирован об использовании новой процедуры или препарата и должен дать согласие на это. Эксперименты, которые приносят пользу науке, но не самому пациенту, исследователь может проводить только на себе (что Ходоунский и продемонстрировал на своём примере в случае простуды).
В 1884 прошёл процесс хабилитации и стал адъюнкт-профессором в области гидротерапии и климатотерапии.
С марта 1902 — профессор. После создания Чехословакии, в возрасте 76 лет, профессор фармакологии и фармакогнозии, преподавал в основанном Масариковом университете и созданном при нём фармакологическом институте.
Автор ряда учебников по фармакологии.
За большой вклад в развитие Масарикова университета ему было присуждено звание Honoris causa (почётного доктора).
Ходоунский был активным спортсменом и пропагандистом спорта, в течение многих лет занимался катанием на лыжах, горными походами и восхождениями.
Признан основателем чешской фармакологии. Его педагогический талант обеспечил преемственность между Пуркинье и медиками 1920-х годов. Большинство врачей Чехословакии были его прямыми или косвенными учениками.
Фармакологические исследование Ходоунского были сосредоточены, в первую очередь, на их практическом применении в терапии.
Кавалер многочисленных наград, в том числе Рыцарского креста Императорского австрийского ордена Франца Иосифа.
Похоронен на кладбище Малвазинки в Праге.

## Избранные труды
- Diferenční slovník lékařský česko-polský a polsko-český (1884)
- Slovo o balneo- a klimatotherapii (1890)
- V slovanských Alpách (1896, 1900)
- Nastuzení (1898, 1900)
- O příčinách chorob vnitřních (1900)
- Sport (1903) — přednáška v Alpském klubu
- Farmakologie (1905)
- Jan Evang. Purkyně: Působení jeho pro rozvoj české kultury (1927)
- Pokusy na člověku
- Horečka
- Horečka
- Práce žlaz trávicích
- Dodatek ke článku p. Gautiera o arsenu v organismu
- Arsen v organismu a jeho význam
- Therapie
- O choleře
- Kapitola o lázeňské a klimatické léčbě
- Příčiny a podmínky chorob infekčních
- Staré a nové léčení
- Jan Svatopluk Presl
- Kochovo léčení tuberkulosy
- Živa
- Ústní ústroje hmyzu